# Performatividad de género
La performatividad de género es un término acuñado por la filósofa feminista posestructuralista Judith Butler en su libro de 1990 El género en disputa. Ella argumenta que nacer hombre o mujer no determina el comportamiento. En cambio, las personas aprenden a comportarse de maneras específicas para encajar en la sociedad. La idea de género social es un acto o una representación. Este acto es la forma en que una persona camina, habla, se viste y se comporta. Ella llama a esta actuación "performatividad de género". Lo que la sociedad considera el género de una persona es solo una actuación hecha para satisfacer las expectativas sociales y no una verdadera expresión de la identidad de género de la persona.

## Teoría
Basándose en la teoría de los actos de habla del filósofo del lenguaje J. L. Austin, Butler sugiere que el género es performativo, lo que significa que surge a través de prácticas sociales, gestos y discursos repetidos que refuerzan normas de masculinidad y feminidad. Esta repetición crea la ilusión de una identidad de género estable, pero Butler enfatiza que estas performances no son voluntarias ni fijas; por el contrario, están moldeadas por expectativas culturales y pueden ser subvertidas mediante performances alternativas. Otras influencias incluyen a Friedrich Nietzsche, Michel Foucault y Jacques Derrida.: 581 
En la hipótesis de Butler, el aspecto socialmente construido de la performatividad de género es quizá más evidente en la performance drag, que ofrece una comprensión rudimentaria de la binariedad de género en su énfasis en la actuación de género. Butler entiende que el drag no puede considerarse como un ejemplo de identidad subjetiva o singular, donde “hay algún ‘uno’ que es anterior al género, aquel que va al guardarropa de género y decide deliberadamente qué género será hoy”.: 21  En consecuencia, el drag no debe ser considerado como la expresión honesta de la intención de su performista. En su lugar, Butler sugiere que lo que se realiza “solo puede ser comprendido por referencia a lo que es vedado al signatario dentro del dominio de la legibilidad corpórea”.: 24 